# A893 road
Die A893 road ist eine A-Straße in der schottischen Council Area Highland. Sie zweigt in Ullapool von der nördlich von Inverness von der A9 abzweigenden und weiter nach Norden in Richtung Lochinver und Durness an der Westküste entlangführenden A835 ab. Entlang der Uferpromenade verläuft sie auf etwas unter einem halben Kilometer zum Fährhafen von Ullapool und stellt damit die Verbindung zur wichtigen Fährverbindung nach Stornoway auf Lewis, der größten Stadt auf den Äußeren Hebriden, her. Ursprünglich führte die A835 nur bis Ullapool und endete dort am Fährhafen. Mit dem Ausbau der Straße nach Lochinver in den 1970er Jahren wurde die A835 östlich des Stadtzentrums von Ullapool nach Norden weitergeführt. Der kurze, auf der Shore Street verlaufende Abschnitt erhielt die neue Bezeichnung als A893.